# Varaire
Varaire település Franciaországban, Lot megyében. Lakosainak száma 356 fő (2022. január 1.). Varaire Bach, Beauregard, Concots, Limogne-en-Quercy, Lugagnac és Saillac községekkel határos.

## Népesség
A település népessége az elmúlt években az alábbi módon változott:
| Lakosok száma | 282  | 258  | 278  | 296  | 308  | 311  | 314  | 335  | 345  | 356  |
|               | 1968 | 1982 | 1990 | 2006 | 2013 | 2015 | 2017 | 2019 | 2020 | 2022 |